# 東京倶楽部
一般社団法人東京倶楽部（とうきょうくらぶ）は、1884年（明治17年）5月に創設された会員制社交クラブである。交詢社、日本倶楽部などと並び、日本の社交クラブの草分けとして知られる。「立派な紳士であること」が入会条件で、会員は旧華族や皇族の他、政・財・官の大物など多岐にわたり、常陸宮正仁親王が名誉総裁を務める。本項では、 東京倶楽部ビルディングと東京倶楽部クラブハウスについても記載する。

## 歴史
日本が日英修好通商条約の改正に取り組んでいた時代に、英国の駐日大使ハリー・パークスがビクトリア女王に宛てて「日本は紳士が集う社交クラブがない野蛮国」といった内容の書簡を送ったという情報を聞きつけた明治天皇が、英国に留学経験のある伊藤博文から社交クラブに関する情報を集め、外務卿で鹿鳴館の設立者井上馨に命じてつくらせた社交クラブである。設立当初の会員は75人。英国に範をとったジェントルマンズ・クラブとして設立された。国際親善の増進と会員相互の親睦、知識の交換を図ることを目的とする。「内外人の交際を一層親密ならしめん」との旨趣が、1883年（明治16年）竣工の鹿鳴館の設立意図とも重なることから、同館内の一室に拠点および最初のクラブハウスを置いた。
1908年（明治41年）に社団法人として認可され、1912年（大正元年）に麹町（現・霞が関）の国有地に赤レンガのビルを建築し、拠点を移した。会員の田中銀之助、赤星鉄馬、今村繁三は、新柳二橋（新橋・柳橋）で若い頃から評判客だった。

### 戦後
1945年（昭和20年）の東京大空襲でビルが焼けて、クラブの存続も危ぶまれたが、バラックを建てて活動を再開した。その後、向井忠晴理事長から三井不動産の江戸英雄社長にビル建設で協力が要請され、共同ビル建設で合意。それに隣接した霞会館も参画を表明し、霞が関ビルが建設されることになった。ところが、全体計画が進行中のとき、東京倶楽部が「64年秋の東京オリンピックまでに、新ビルを完成させたい」と強い申し入れを行い、霞が関第一期工事として、地上6階建ての「東京倶楽部ビルディング」を先行して着工させることになった。
ビル完成を受け、東京倶楽部は5、6階に拠点を置き、その他の階にはアリタリア航空、ルフトハンザ航空などが入居。また麻布の所有地をトヨタ中古車販売に貸し出すなどで、潤沢な不動産収入を得て、そこから国際親善をはじめとする各種事業を行った。1980年代半ばまで、設立当初に参考にした英国の社交クラブの「女人禁制」の伝統を受け継いでいた。ただし、当の英国は1970年代から徐々に方針転換し、80年代初頭には超保守的なカールトン・クラブでさえマーガレット・サッチャーの入会を認めている。
建て替え
竣工から40年を迎え、老朽化も目立ってきた東京倶楽部ビルディングについて、東京倶楽部は三井不動産との共同で複合ビルへの建て替えを決定した。これによって、2005年（平成17年）に東京倶楽部は六本木1丁目に新築したクラブハウスに本拠を移転し、2007年には建て替えられた「東京倶楽部ビルディング」（千代田区霞が関）が竣工した。

## 相互利用
東京倶楽部は会員のほか、「レシプロカルクラブ」（英: Reciprocal club）と呼ばれる友好関係にある他の同種のクラブとの一時的な相互利用を認めている。海外の同種のクラブが大半であり、以下のクラブとの間に協定を結んでいる。
なお、利用の条件等はクラブ同士でかわされる協定によって異なる。
- en:Athenaeum Club, Melbourne [リンク切れ]
- de:Club Baur au Lac [リンク切れ]
- The Royal Bachelors' Club [リンク切れ]
- en:Savile Club
- Vancouver Club
- The Wellington Club
- The Oriental Club, London
- The Oxford and Cambridge Club (http://oxfordandcambridgeclub.co.uk/)

## 東京倶楽部ビルディング
建て替え計画と並行して、霞が関ビルディングや文部科学省などを含む街区全体の地区計画が検討された。この地区計画では、街区中央の広場を取り囲む建物群の配置、街区周囲の歩道状空地、街区を貫通する車両動線などが定められ、東京倶楽部ビルディングは、前面道路である外堀通りと霞テラスと名付けられた街区中央の広場との二つの正面を持つ場所に立つことになった。
新ビルは街区全体での一体感が図れるように2階デッキを霞テラスに接続し、建物2階北側にオフィスロビーを設け、オフィスワーカーが最寄り駅から最短でアプローチできるようにした。またオフィスの利便性を確保するため、霞が関ビルディング地下の駐車場から直接アクセスできる1階西側に車寄せを配置し、2階では隣接する霞が関ビルディングロビーとの連絡通路を設けた。
霞ダイニング
オフィスロビーの外堀通り側に配置した3層の商業ゾーンでは、エスカレーターを介した縦のつながりとともに、外部空間とのつながりを重視した。2009年（平成21年）に霞が関ビルディングの大改修の一環で1、2階のレストラン街が改装開業する際、開業済の東京倶楽部ビルディングの商業ゾーンとあわせて、「霞ダイニング」と名付けられ、一体で運営されている。
オフィス
4階から14階はオフィスフロアで、霞が関ビルディングとの見合いを遮るため、北側にコアを設けた。オフィスは基本的に各フロア2分割までの設備を標準とし、設備増設などで4分割にも対応可能になるように、廊下や電気・空調スペースを計画した。また、テナントによる空調増強用の屋外機設置スペースとして各階に設備バルコニーを設けている。

## 東京倶楽部クラブハウス
1884年、東京倶楽部設立当初は鹿鳴館（千代田区内幸町、現帝国ホテル隣の日比谷U-1ビルの地）に同居する形でオープン。その後、新橋、霞が関のクラブハウスで活動を続け、2005年に現在の六本木1丁目の地にオープンした。設計は谷口吉生が手掛けた。
会員、ゲストおよび提携クラブの会員のみが利用できる専用施設。平日および土曜日の営業で、ドレスコードは上着・ネクタイ着用（ただし、夏季は一部ドレスコード省略）。館内にはバーや食堂を備える。会員専用の地下駐車場も設けられている。